# 马克思主义和民族问题

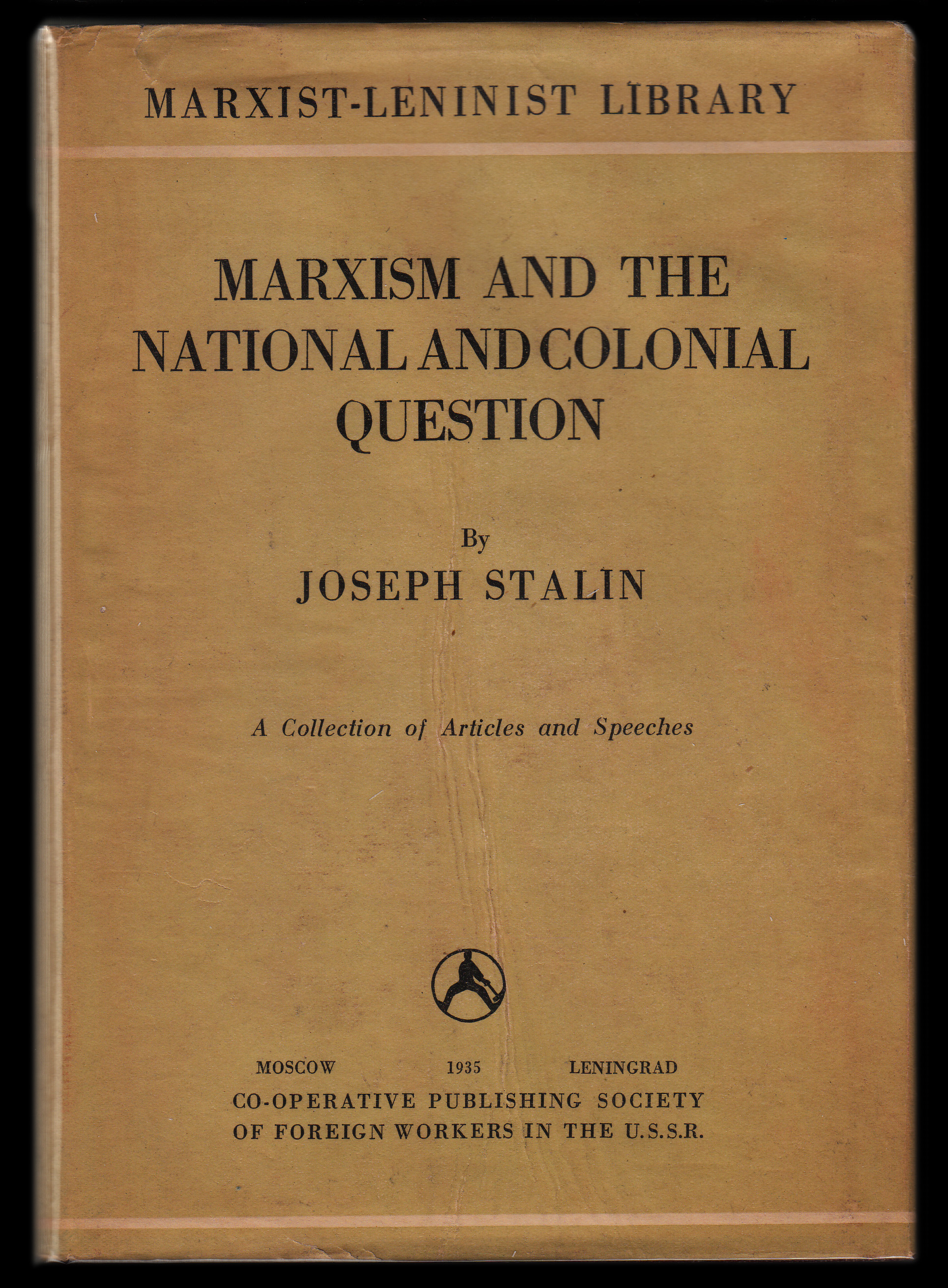

《马克思主义和民族问题》（俄语：Марксизм и национальный вопрос）是1913年3月斯大林发表在《启蒙》杂志上的理论文章，原题《民族问题和社会民主党》。在马克思主义发展史上，这篇文章第一次对民族問題（國族問題）进行了定义。本文也是“斯大林”（Ста́лин，意思为“钢铁的人”）这一笔名首度使用。